# ای. ای. کامینگز
ادوارد استلین کامینگز (به انگلیسی: Edward Estlin Cummings) مشهور به ای.ای. کامینگز، متولد ۱۸۹۴ و متوفی ۱۹۶۲، شاعر آمریکایی قرن بیستم میلادی.
وی اهل بوستون بود و در دانشگاه هاروارد تحصیلات خود را سپری نمود. پدرش کشیش و استاد همان دانشگاه بود. از آثار او می‌توان به حدود ۲۹۰۰ قطعه شعر، دو رمان خودزندگی‌نامه، چهار نمایشنامه و چندین مقاله و در کنار آن چندین و چند نقاشی و طراحی اشاره کرد.
کامینگز در زمانِ مرگ، دومین شاعر پرخواننده بعد از رابرت فراست در آمریکا بود.
منتخبی از اشعار کامینگز به نام کارناوال بی‌صدای شب با ترجمه علی سلامی در سال ۱۳۹۷ از طرف انتشارات سرزمین اهورایی منتشر شد.

## نمونه اشعار
هیچ چیز این جهان که پیش رویِ ماست.
به ظرافت شگفت تو نمی‌رسد
به ظرافتی که در هر نفس وا می‌داردم
با رنگِ مهر، مرگ و جاودانگی را رنگی دیگر زنم.
نمی‌دانم چه در توست که می‌بندد و می‌گشاید
تنها می‌دانم چیزی در من است که می‌داند
چشمان تو ریشه دارتراند از هر گل سرخ
و حتی باران هم چنین دستان کوچکی ندارد

## تنهایی
برگ
می زیرد
به
شکل
تنهایی